# Liste de membres de la Société des Missions étrangères de Paris
 (septembre 2023).
La société des Missions étrangères de Paris (MEP) est une société de vie apostolique catholique basée à Paris ayant pour but l’évangélisation du monde. À ce titre, elle ne constitue, au sens canonique du terme, ni une congrégation ni un ordre, pas plus que ses membres ne sont considérés comme des religieux. Elle compte en 2010, 247 prêtres, 26 séminaristes et 17 paroisses. 

## Fondateurs
- Alexandre de Rhodes
- Pierre Lambert de La Motte
- François Pallu
- Ignace Cotolendi
- François de Montmorency-Laval

## Supérieurs
- Vincent Sénéchal, M.E.P. (depuis le 26 juin 2021)
- Gilles Reithinger, M.EP. (9 mars 2016 - 26 juin 2021)
- Georges Colomb, M.E.P. (7 septembre 2010 – 9 mars 2016)
- Jean-Baptiste Etcharren, M.E.P. (1998 – 7 septembre 2010)
- Raymond Rossignol, M.E.P. (1992 – 1998)
- Jean-Paul Bayzelon, M.E.P. (1980 - 1992)
- Léon Roncin, M.E.P. (1974 - 1980)
- Maurice Quéguiner, M.E.P. (7 août 1960 - 1974)
- Charles Lemaire (16 novembre 1945 - 7 août 1960)
- Léon Robert (6 mars 1935 - 15 novembre 1945)
- Jean Budes de Guébriant (光若翰), M.E.P. (21 mai 1921 – 6 mars 1935), premier Supérieur Général de la Société des Missions Étrangères, à la suite de la réforme du Code de droit canon de 1917
- François Delmas, M.E.P. (26 juin 1913 - 20 mars 1921)
- Pierre Fleury, M.E.P. (27 juin 1904 - 26 juin 1913)
- Prosper-Bernard Delpech, M.E.P. (10 février 1896 - 27 juin 1904)
- Henri Armbruster, M.E.P. (1er juillet 1895 - 26 janvier 1896)
- Prosper-Bernard Delpech, M.E.P. (6 juillet 1883 - 1er juillet 1895)
- Jean Rousseille, M.E.P. (4 juillet 1880 - 6 juillet 1883)
- Prosper-Bernard Delpech, M.E.P. (6 juin 1867 - 4 juillet 1880)
- François Albrand (2 février 1851 - 6 avril 1867)
- Charles-François Langlois, M.E.P. (14 janvier 1823 - 13 janvier 1851)
- Antoine Breluque, M.E.P. (10 janvier 1820 - 14 janvier 1823)
- Denis Chaumont, M.E.P. (16 mars 1814 - 25 août 1819)
- Suppression de la Société des Missions Etrangères de Paris le 26 septembre 1809 par Napoléon 1er ce qui n'empêche au Supérieur de remplir ses fonctions de supérieur, réduites à quelques correspondances avec les missions, jusqu'à la Restauration, et Louis XVIII rétablit la Société le 2 mars 1815
- Georges Alary, M.E.P. (19 avril 1809-16 mars 1815)
- Thomas Bilhère, M.E.P. (23 mars 1805 - 5 mars 1809)
- En 1792, le Séminaire des Missions étrangères est fermé par la Révolution française et aucun autre supérieur n'est élu jusqu’en 1805.
- Martin Hody, M.E.P. (15 janvier 1790 - 11 octobre 1796)
- Jean de Beyries, M.E.P. (13 janvier 1783 - décembre 1789)
- Zacharie Burguerieu, M.E.P. (17 mai 1775 - 13 janvier 1783)
- François Sorbier de Villars, M.E.P. (20 février 1766 - 13 janvier 1772)
- Christophe de Lalanne, M.E.P. (31 janvier 1763- 20 février 1766)
- Martin Hody, M.E.P. (24 janvier 1760 - 31 janvier 1763)
- François Augustin de Lesperonnière de Vryz, M.E.P.  (22 août 1759 - 24 janvier 1760)
- Martin Hody, M.E.P. (19 mai 1756 et 22 août 1759)
- Christophe de Lalanne, M.E.P. (7 mai 1753 - 19 mai 1756)
- Zacharie Burguerieu, M.E.P. (7 avril 1750 - 7 mai 1753)
- François Augustin de Lesperonnière de Vryz, M.E.P. (7 janvier 1750 - 7 avril 1750)
- Martin Dufau, M.E.P., (22 octobre 1746- 7 janvier 1750)
- Pierre Collet, M.E.P. (16 novembre 1745 - 20 octobre 1746)
- Alexis de Combes, M.E.P. (7 février 1736 -  8 novembre 1745)
- Jacques-Charles de Brisacier, M.E.P. (1725 – 7 février 1736)
- Claude-Romain Jobard, M.E.P. (1720 - 1725)
- Jacques-Charles de Brisacier, M.E.P. (11 janvier 1700 – 1725)
- Louis Tiberge, M.E.P. (7 janvier 1697 – 11 janvier 1700)
- Jacques-Charles de Brisacier, M.E.P. (26 avril 1681 – 7 janvier 1697)
- Luc Fermanel de Favery, M.E.P. (12 janvier 1674 - 26 avril 1681)
- François Besard, M.E.P. (9 décembre 1670 - 12 janvier 1674)
- Michel Gazil de La Bernardière, M.E.P. (9 septembre 1667 - 9 décembre 1670)
- Vincent de Meur (11 juin 1664 - 9 septembre 1667)

## Saints
Martyrs du Viêt-Nam : 
- François-Isidore Gagelin
- Joseph Marchand
- Jean-Charles Cornay
- François Jaccard
- Pierre Dumoulin-Borie
- Augustin Schoeffler
- Jean-Louis Bonnard
- Pierre-François Néron
- Théophane Vénard
- Étienne-Théodore Cuenot

Martyrs de Corée : 
- Pierre Maubant
- Jacques Chastan
- Laurent Imbert
- Siméon-François Berneux
- Bernard Beaulieu
- Pierre Dorie
- Just de Bretenières
- Antoine Daveluy
- Pierre Aumaître
- Martin Luc Huin

Martyrs de Chine :
- Gabriel-Taurin Dufresse
- Auguste Chapdelaine
- Jean-Pierre Néel

## Bienheureux
- Urbain Lefebvre
- Jean-Martin Moyë

## Membres
- Edouard Agnius

- Eugène Allys
- Siméon-François Berneux
- Félix Biet
- Émile-Marie Bodinier
- Clément Bonnand
- Jean-Louis Bonnard
- Augustin Bourry
- Augustin Schoeffler
- Louis Caspar
- Jean-Baptiste-Maximilien Chabalier
- Alexandre Chabanon
- François Chaize
- Auguste Chapdelaine
- Jean Charbonnier
- René Charbonneau
- Jacques Chastan
- Célestin Chouvellon
- Georges Colomb
- Jean-Charles Cornay
- Ignace Cotolendi
- Eugène-Paul Coupat
- Étienne-Théodore Cuenot
- Jean Davoust
- Pierre Jean Marie Delavay
- Florian Demange
- Auguste Desgodins
- Joseph Desflèches
- Philippe-Jean-Louis Desjardins
- Gabriel-Taurin Dufresse
- Charles-Éléonore Dufriche-Desgenettes
- Pierre Dumoulin-Borie
- Joseph Henri Esquirol
- Urbain Faurie
- Théodore-Augustin Forcade
- François-Isidore Gagelin
- Pierre-Marie Gendreau
- Anatole Ghestin
- Joseph-Isidore Godelle
- Jean Budes de Guébriant
- Léon-Marie Guerrin
- Martin Luc Huin
- François Jaccard
- Louis-Gabriel-Xavier Jantzen
- Pauline-Marie Jaricot
- Joseph Marchand
- Nicolas Krick
- Jean L'Hour
- Pierre Lambert de La Motte
- Adrien-Charles Launay
- Dominique Lefèbvre
- Artus de Lionne
- Jean-Louis Le Loutre
- François Lemasle
- Jean-Félix-Onésime Luquet
- Jean-Pierre Marcou
- Melchior de Marion-Brésillac
- François Pallu
- Pierre Joseph Georges Pigneau de Behaine
- Henri Pinault
- François Pottier
- Paul-François Puginier
- Célestin Renoux
- Jacques-Victor-Marius Rouchouse
- Olivier Schmitthaeusler
- Jean-Louis Taberd
- Émile Joseph Taquet
- Augustin-Marie Tardieu
- Joseph Theurel
- Léon Thomine Desmazures
- Adolphe Turlin
- Jean-Baptiste Urrutia
- Pierre Valentin
- Théophane Vénard
- Roland Brossard